# Rolv Laache
Rolv Laache, född den 19 november 1886, död den 29 februari 1964, var en norsk historiker, känd for sin omfattande doktorsavhandling om Henrik Wergeland. Han var son till medicinprofessorn Søren Bloch Laache.
Laache avlade artium vid Oslo Katedralskole 1905, studerade i England och anställdes som amanuens vid universitetsbiblioteket i Oslo 1917, från 1923 var han arkivarie vid Riksarkivet. Han blev dr.philos. 1930 på sin tre band stora avhandling Henrik Wergeland og hans strid med prokurator Praëm: Aktmessig fremstillet, for det meste efter utrykte dokumenter (utgiven av Det Norske Videnskaps-Akademi 1927–1930). Han hade från 1933 årliga forskningsstipendier för att skriva en biografi om Wergeland, men den blev aldrig fullbordad. Som historisk författare var Laache utpräglat antimaterialistisk. Han blev statsstipendiat 1947.